# ألفريدو روانو
ألفريدو روانو (بالإسبانية: Alfredo Ruano)‏ هو مدرب كرة قدم ولاعب كرة قدم سلفادوري في مركز الهجوم، ولد في 14 أكتوبر 1932 في السلفادور، وتوفي بنفس المكان في 17 يوليو 1987. شارك مع منتخب السلفادور لكرة القدم. أما مع النوادي، فقد لعب مع نادي أليانزا ‏.